# Theater of the Mind
Theater of the Mind je šesti studijski album repera Ludacrisa. Objavljen je 22. studenoga 2008. godine. Ludacris je album nazvao "kazališni".

## Popis pjesama
| #   | Naziv                                                                 | Producent(i)                  | Uzorci                                                                                                 | Trajanje |
| --- | --------------------------------------------------------------------- | ----------------------------- | --- | -------- |
| 1   | "Intro"                                                               | The Runners                   | | 1:55     |
| 2   | "Undisputed" (zajedno s Floyd "Money" Mayweather)                     | Don Cannon                    | - "We'll Find a Way" od Edwin Starr                                                                    | 4:33     |
| 3   | "Wish You Would" (zajedno s T.I.)                                     | DJ Toomp, 8TRIX               | | 4:47     |
| 4   | "One More Drink" (zajedno s T-Pain)                                   | Trackmasters                  | - "Take That To The Bank" od Shalamar                                                                  | 3:41     |
| 5   | "Call Up the Homies" (zajedno s The Game & Willy Northpole)           | Clinton Sparks, Kamau Georges | | 4:04     |
| 6   | "Southern Gangsta" (zajedno s Rick Ross, Playaz Circle & Ving Rhames) | StreetRunner                  | | 4:34     |
| 7   | "Everybody Hates Chris" (zajedno s Chris Rock)                        | Don Cannon                    | - "It Takes a Whole Lotta Man for a Woman Like Me" od Gladys Knight & the Pips                         | 4:54     |
| 8   | "What Them Girls Like" (zajedno s Chris Brown & Sean Garrett)         | Darkchild, Sean Garrett (co)  | | 4:02     |
| 9   | "Nasty Girl" (zajedno s Plies)                                        | Swizz Beatz                   | | 4:32     |
| 10  | "Contagious" (zajedno s Jamie Foxx)                                   | Scott Storch                  | | 4:45     |
| 11  | "Last of a Dying Breed" (zajedno s Lil Wayne)                         | Wyldfyer                      | - "You Don't Have to Say You Love Me" od Dusty Springfield & "Eric B. Is President" od Eric B. & Rakim | 4:10     |
| 12  | "MVP"                                                                 | DJ Premier                    | - "Virgo" by Nas & "DTP for Life" od Disturbing tha Peace                                              | 3:50     |
| 13  | "I Do It for Hip Hop" (zajedno s Nas & Jay Z)                         | Wyldfyer                      | - "Long Red" od Mountain (band)                                                                        | 5:22     |
| 14  | "Do the Right Thang" (zajedno s Common & Spike Lee)                   | 9th Wonder                    | - "Na Boca Do Sol" od Arthur Verocai                                                                   | 5:14     |
| 15* | "Let's Stay Together"                                                 | Three 6 Mafia                 | - "Everybody's Breakin' Up" od Billy Paul                                                              | 4:22     |
| 16* | "Press the Start Button"                                              | Dre & Vidal                   | | 4:00     |

## Povijest objavljivanja
| Država                                                | Datum               |
| ----------------------------------------------------- | ------------------- |
| Švicarska, Jamajka                                    | 4. prosinca 2008.   |
| Ujedinjeno Kraljevstvo                                | 24. studenoga 2009. |
| SAD, Australija, Kanada, Japan                        | 24. studenoga 2008. |
| Poljska                                               | 9. prosinca 2008.   |
| Meksiko                                               | 11. prosinca 2008.  |
| Južnoafrička Republika                                | 18. siječnja 2009.  |
| Egipat                                                | 2. listopada 2008.  |
| Irska                                                 | 15. veljače 2009.   |
| Italija                                               | 9. veljače 2009.    |
| Indija, Argentina, Francuska, Njemačka, Grčka, Brazil | 16. studenoga 2008. |
| Novi Zeland                                           | 5. travnja 2009.    |
| Bliski istok, Costa Rica                              | 16. siječnja 2009.  |

## Top liste
| Top lista (2008.)                    | Završna pozicija |
| ------------------------------------ | ---------------- |
| Kanada                               | 22               |
| Švicarska                            | 46               |
| SAD Billboard 200                    | 5                |
| SAD Billboard Top R&B/Hip-Hop Albums | 2                |
| SAD Billboard Top Rap Albums         | 1                |